# Arthur Ponsonby

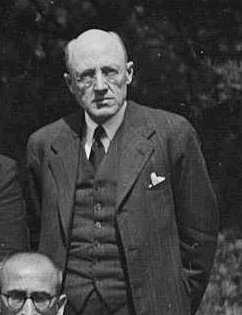
Arthur Ponsonby

Arthur Augustus William Harry Ponsonby (ur. 16 lutego 1871, zm. 23 marca 1946) – brytyjski arystokrata i polityk, najmłodszy syn generała-majora Henry’ego Ponsonby’ego i Mary Bulteel, córki Johna Bulteela.

## Życiorys
Wykształcenie odebrał w Eton College i w Balliol College w Oksfordzie. Później wstąpił do służby dyplomatycznej i pracował w placówkach w Stambule i Kopenhadze. W życiu politycznym związał się z liberałami. Pierwszą, nieudaną, próbę dostania się do Izby Gmin podjął w 1906. Druga próba, w 1908, zakończyła się sukcesem. Ponsonby reprezentował okręg Stirling Burghs. Był przeciwnikiem udziału Wielkiej Brytanii w I wojnie światowej. Razem z George’em Cadburym, Ramsayem MacDonaldem, Edmundem Morelem, Arnoldem Rowntreem i Charlesem Trevelyanem założył Unię Demokratycznej Kontroli (Union of Democratic Control, UDC), najbardziej prominentną antywojenną organizację w Wielkiej Brytanii.
W 1918 utracił miejsce w Izbie Gmin. W następnych latach wystąpił z Partii Liberalnej, przyłączając się do Partii Pracy. Z jej ramienia startował z powodzeniem w wyborach powszechnych 1922 w okręgu Brightside Sheffield. W 1924 został parlamentarnym podsekretarzem stanu w ministerstwie spraw zagranicznych. Później sprawował funkcję podsekretarza stanu w ministerstwie ds. dominiów i parlamentarnego sekretarza ministra transportu. W 1930 otrzymał parowski tytuł barona Ponsonby of Shulbrede i zasiadł w Izbie Lordów, gdzie przewodził laburzystom. W 1940 wystąpił z Partii Pracy, w proteście przeciwko przystąpieniu laburzystów do gabinetu wojennego Winstona Churchilla.
12 kwietnia 1898 poślubił Dorotheę Parry (zm. 1963), córkę sir Charlesa Parry’ego, 1. baroneta. Mieli razem syna i córkę:
- Elisabeth Ponsonby (ur. 28 grudnia 1900, zm. 31 lipca 1940), żona Johna Pelly'ego, nie miała dzieci,
- Matthew Henry Herbert Ponsonby (ur. 28 lipca 1904, zm. 1976), 2. baron Ponsonby of Shulbrede, ożenił się z Elisabeth Bingham, miał dzieci.

W 1928 Ponsonby napisał książę Fałsz w czasie wojny. Propagandowe kłamstwa podczas I wojny światowej (Falsehood in Wartime. Propaganda Lies of the First World War). Z tej książki pochodzi słynny cytat: „Jeśli wybucha wojna, prawda jest pierwszą ofiarą” (When war is declared, truth is the first casualty).
Lord Ponsonby zmarł w 1946. Jego tytuł przypadł jego jedynemu synowi.